# Convocazioni per la CONCACAF Gold Cup 2007
La CONCACAF (Confederation of North, Central American and Caribbean Association Football) ha annunciato il 30 maggio 2007 i gruppi e le squadre che avrebbero partecipato alla Gold Cup.
Elenco di giocatori convocati da ciascuna Nazionale di calcio partecipante alla CONCACAF Gold Cup 2007.

## Gruppo A

### Canada
Allenatore:  Stephen Hart
| N. | Pos. | Giocatore             | Data nascita (età)          | Pres. | Reti | Squadra                      |
| -- | ---- | --------------------- | --------------------------- | ----- | ---- | ---------------------------- |
| 1  | P    | Gregory Sutton        | 19 aprile 1977 (30 anni)    |       |      | Torono                       |
| 2  | D    | Adam Braz             | 7 giugno 1981 (25 anni)     |       |      | Toronto                      |
| 3  | C    | Ante Jazić            | 26 febbraio 1976 (31 anni)  |       |      | LA Galaxy                    |
| 4  | D    | Marco Reda            | 22 giugno 1977 (29 anni)    |       |      | Toronto                      |
| 5  | D    | André Hainault        | 17 giugno 1986 (20 anni)    |       |      | SIAD                         |
| 6  | C    | Julián de Guzmán      | 25 marzo 1981 (26 anni)     |       |      | Deportivo de La Coruña       |
| 7  | C    | Paul Stalteri         | 18 ottobre 1977 (29 anni)   |       |      | Tottenham Hotspur            |
| 8  | C    | Kevin Harmse          | 4 luglio 1984 (22 anni)     |       |      | LA Galaxy                    |
| 9  | A    | Rob Friend            | 23 gennaio 1981 (26 anni)   |       |      | Heracles Almelo              |
| 10 | A    | Ali Gerba             | 27 giugno 1982 (24 anni)    |       |      | Horsens                      |
| 11 | C    | Richard Hastings      | 16 maggio 1977 (30 anni)    |       |      | Inverness Caledonian Thistle |
| 12 | D    | Gabriel Gervais       | 18 settembre 1976 (30 anni) |       |      | Montreal Impact              |
| 13 | C    | Atiba Hutchinson      | 8 febbraio 1983 (24 anni)   |       |      | Copenhagen                   |
| 14 | A    | Dwayne De Rosario     | 15 maggio 1978 (29 anni)    |       |      | Houston Dynamo               |
| 15 | C    | Patrice Bernier       | 23 settembre 1979 (27 anni) |       |      | Kaiserslautern               |
| 16 | C    | Martin Nash           | 27 dicembre 1975 (31 anni)  |       |      | Vancouver Whitecaps          |
| 17 | C    | Iain Hume             | 31 ottobre 1983 (23 anni)   |       |      | Leicester City               |
| 18 | C    | Issey Nakajima-Farran | 16 maggio 1984 (23 anni)    |       |      | Vejle Boldklub               |
| 19 | C    | António Ribeiro       | 8 ottobre 1980 (26 anni)    |       |      | Montreal Impact              |
| 20 | D    | Chris Poźniak         | 10 gennaio 1981 (26 anni)   |       |      | Toronto                      |
| 21 | C    | Nikolas Ledgerwood    | 16 gennaio 1985 (22 anni)   |       |      | Wacker Burghausen            |
| 22 | P    | Pat Onstad            | 13 gennaio 1968 (39 anni)   |       |      | Houston Dynamo               |
| 23 | P    | Roberto Giacomi       | 1º agosto 1986 (20 anni)    |       |      | Beveren                      |

### Costa Rica
Allenatore:  Hernán Medford
| N. | Pos. | Giocatore             | Data nascita (età)         | Pres. | Reti | Squadra                 |
| -- | ---- | --------------------- | -------------------------- | ----- | ---- | ----------------------- |
| 1  | P    | Wardy Alfaro          | 31 dicembre 1977 (29 anni) | 2     | 0    | Alajuelense             |
| 2  | C    | Jervis Drummond       | 8 settembre 1976 (30 anni) |       |      | Saprissa                |
| 3  | D    | Víctor Cordero        | 9 novembre 1973 (33 anni)  |       |      | Saprissa                |
| 4  | D    | Michael Umaña         | 16 luglio 1982 (24 anni)   | 21    | 0    | CS Herediano            |
| 5  | D    | Freddy Fernández      | 25 febbraio 1974 (33 anni) |       |      | Municipal Pérez Zeledón |
| 6  | D    | Andrés Núñez          | 27 luglio 1976 (30 anni)   |       |      | Saprissa                |
| 7  | A    | Rolando Fonseca       | 6 giugno 1974 (33 anni)    | 86    | 41   | Alajuelense             |
| 8  | C    | Rodolfo Rodríguez     | 27 febbraio 1980 (27 anni) | 0     | 0    | Brujas                  |
| 9  | D    | Alonso Solís          | 14 ottobre 1978 (28 anni)  | 22    | 3    | Saprissa                |
| 10 | C    | Wálter Centeno        | 6 ottobre 1974 (32 anni)   | 96    | 15   | Saprissa                |
| 11 | C    | Michael Barrantes     | 4 ottobre 1983 (23 anni)   |       |      | Puntarenas              |
| 12 | D    | Leonardo González     | 21 novembre 1980 (26 anni) | 48    | 1    | Herediano               |
| 13 | A    | Allan Alemán          | 29 luglio 1983 (23 anni)   |       |      | Saprissa                |
| 14 | C    | Rándall Azofeifa      | 30 dicembre 1984 (22 anni) | 6     | 0    | Gent                    |
| 15 | D    | Harold Wallace        | 7 settembre 1975 (31 anni) | 84    | 3    | Alajuelense             |
| 16 | C    | Cristian Bolaños      | 17 maggio 1984 (23 anni)   | 18    | 1    | Odense Boldklub         |
| 17 | D    | Gabriel Badilla       | 30 giugno 1984 (22 anni)   | 8     | 0    | Saprissa                |
| 18 | P    | José Francisco Porras | 8 novembre 1970 (36 anni)  | 19    | 0    | Saprissa                |
| 19 | A    | Álvaro Saborío        | 25 marzo 1982 (25 anni)    | 25    | 7    | Sion                    |
| 20 | D    | Pablo Chinchilla      | 21 dicembre 1978 (28 anni) | 35    | 1    | Rheindorf Altach        |
| 21 | A    | Windell Gabriels      | 1º febbraio 1985 (22 anni) |       |      | Municipal Pérez Zeledón |
| 22 | A    | Mario Camacho         | 7 agosto 1983 (23 anni)    |       |      | Puntarenas              |
| 23 | P    | Dexter Lewis          | 2 febbraio 1981 (26 anni)  | 0     | 0    | Municipal Pérez Zeledón |

### Guadalupa
Allenatore:  Roger Salnot
| N. | Pos. | Giocatore          | Data nascita (età)          | Pres. | Reti | Squadra                   |
| -- | ---- | ------------------ | --------------------------- | ----- | ---- | ------------------------- |
| 1  | P    | Franck Grandel     | 17 marzo 1978 (29 anni)     |       |      | Utrecht                   |
| 2  | D    | Miguel Comminges   | 16 marzo 1982 (25 anni)     |       |      | Reims                     |
| 3  | C    | Willy Laurence     | 3 aprile 1984 (23 anni)     |       |      | L'Etoile de Morne-à-l'Eau |
| 4  | D    | Philippe Durpes    | 6 marzo 1974 (33 anni)      |       |      | Romorantin                |
| 5  | C    | Constant Therezine | 23 settembre 1974 (32 anni) |       |      | Gosier                    |
| 6  | D    | Alain Vertot       | 14 novembre 1972 (34 anni)  |       |      | L'Etoile de Morne-à-l'Eau |
| 7  | C    | Dominique Mocka    | 13 agosto 1978 (28 anni)    |       |      | JS Vieux-Habitants        |
| 8  | C    | Stéphane Auvray    | 4 settembre 1981 (25 anni)  |       |      | Vannes                    |
| 9  | A    | Ludovic Gotin      | 25 luglio 1985 (21 anni)    |       |      | Moulien                   |
| 10 | A    | Aurélien Capoue    | 28 febbraio 1982 (25 anni)  |       |      | Nantes                    |
| 11 | A    | Fabien Raddas      | 7 marzo 1980 (27 anni)      |       |      | Poissy                    |
| 12 | A    | Cédrick Fiston     | 12 aprile 1981 (26 anni)    |       |      | AJSS                      |
| 13 | C    | Jean-Luc Lambourde | 10 aprile 1980 (27 anni)    |       |      | Amical                    |
| 14 | D    | David Sommeil      | 10 agosto 1974 (32 anni)    |       |      | Sheffield United          |
| 15 | C    | Jocelyn Angloma    | 7 agosto 1965 (41 anni)     |       |      | L'Etoile de Morne-à-l'Eau |
| 16 | C    | Ludovic Quistin    | 24 maggio 1984 (23 anni)    |       |      | Tamworth                  |
| 17 | C    | Lery Hannany       | 1º ottobre 1982 (24 anni)   |       |      | Basseterre                |
| 18 | P    | Fabrice Mercury    | 6 agosto 1981 (25 anni)     |       |      | Moulien                   |
| 19 | A    | Richard Socrier    | 28 marzo 1979 (28 anni)     |       |      | Brest 29                  |
| 20 | D    | Mickaël Tacalfred  | 23 aprile 1981 (26 anni)    |       |      | Dijon                     |
| 21 | P    | Marius Fausta      | 28 aprile 1973 (34 anni)    |       |      | Evolucas                  |
| 22 | A    | Loïc Loval         | 28 settembre 1981 (25 anni) |       |      | Utrecht                   |
| 23 | D    | David Fleurival    | 19 febbraio 1984 (23 anni)  |       |      | Tours                     |

### Haiti
Allenatore:  Luis Armelio García
| N. | Pos. | Giocatore                | Data nascita (età)          | Pres. | Reti | Squadra            |
| -- | ---- | ------------------------ | --------------------------- | ----- | ---- | ------------------ |
| 1  | P    | Gabard Fénélon           | 3 giugno 1981 (26 anni)     |       |      | Miami              |
| 2  | C    | Jean Sony                | 23 gennaio 1986 (21 anni)   |       |      | Aigle Noir         |
| 3  | D    | Frantz Gilles            | 1º novembre 1977 (29 anni)  |       |      | Cavaly             |
| 4  | C    | Peter Germain            | 22 gennaio 1982 (25 anni)   |       |      | Baltimore          |
| 6  | D    | Stephane Guillaume       | 9 febbraio 1984 (23 anni)   |       |      | Miami              |
| 7  | C    | Brunel Fucien            | 26 agosto 1984 (22 anni)    |       |      | Aigle Noir         |
| 8  | C    | Turlien Romulus          | 13 aprile 1981 (26 anni)    |       |      | Cavaly             |
| 9  | A    | Cadet Éliphene           | 10 agosto 1980 (26 anni)    |       |      | Tempête            |
| 10 | C    | Alexandre Boucicaut      | 18 novembre 1981 (25 anni)  |       |      | Violette           |
| 11 | A    | Fabrice Noël             | 21 luglio 1985 (21 anni)    |       |      | svincolato         |
| 12 | C    | James Marcelin           | 13 giugno 1986 (20 anni)    |       |      | Haïtien            |
| 13 | D    | Pierre Richard Bruny     | 6 aprile 1972 (35 anni)     |       |      | Don Bosco          |
| 14 | C    | Mones Chery              | 2 dicembre 1981 (25 anni)   |       |      | Haïtien            |
| 15 | D    | Ednerson Raymond         | 14 maggio 1985 (22 anni)    |       |      | Baltimore          |
| 17 | C    | Pierre Roland Saint Jean | 21 giugno 1971 (35 anni)    |       |      | Baltimore          |
| 18 | D    | Olrish Saurel            | 13 settembre 1985 (21 anni) |       |      | Don Bosco          |
| 19 | A    | Ricardo Pierre-Louis     | 10 maggio 1984 (23 anni)    |       |      | Cape Cod Crusaders |
| 20 | P    | Peterson Occénat         | 3 dicembre 1989 (17 anni)   |       |      | Violette           |
| 21 | D    | Jean-Jacques Pierre      | 23 gennaio 1981 (26 anni)   |       |      | Nantes             |
| 22 | D    | Windsor Noncent          | 12 giugno 1984 (22 anni)    |       |      | svincolato         |
| 23 | D    | Frantz Bertin            | 30 maggio 1983 (24 anni)    |       |      | Atlético Madrid    |
| 25 | P    | Jonas Simeon             | 13 agosto 1979 (27 anni)    |       |      | Tempête            |

## Gruppo B

### El Salvador
Allenatore:  Carlos de los Cobos
| N. | Pos. | Giocatore               | Data nascita (età)          | Pres. | Reti | Squadra          |
| -- | ---- | ----------------------- | --------------------------- | ----- | ---- | ---------------- |
| 1  | P    | Juan José Gómez         | 11 agosto 1980 (26 anni)    | 42    | 0    | Luís Ángel Firpo |
| 2  | D    | Leonel Guevara          | 7 ottobre 1983 (23 anni)    | 2     | 0    | Vista Hermosa    |
| 3  | D    | Luis Anaya              | 19 maggio 1981 (26 anni)    | 9     | 0    | Águila           |
| 4  | D    | José Mendoza            | 2 dicembre 1982 (24 anni)   | 6     | 0    | Águila           |
| 5  | D    | José Henríquez          | 25 maggio 1987 (20 anni)    | 4     | 0    | FAS              |
| 6  | C    | José Martínez           | 30 settembre 1979 (27 anni) | 26    | 2    | Alianza          |
| 7  | C    | Víctor Merino           | 18 aprile 1979 (28 anni)    | 16    | 0    | Luís Ángel Firpo |
| 8  | C    | Carlos Menjívar         | 13 aprile 1981 (26 anni)    | 17    | 0    | FAS              |
| 9  | A    | Alexander Campos        | 8 maggio 1980 (27 anni)     | 20    | 0    | Águila           |
| 10 | C    | Vicente Melgar          | 6 settembre 1982 (24 anni)  | 0     | 0    | Chalatenango     |
| 11 | A    | Ronald Cerritos         | 3 gennaio 1975 (32 anni)    | 54    | 4    | San Salvador     |
| 12 | D    | Ramiro Carballo         | 16 marzo 1978 (29 anni)     | 13    | 0    | Alianza          |
| 13 | A    | Julio Enrique Martínez  | 8 luglio 1985 (21 anni)     | 1     | 0    | Isidro Metapán   |
| 14 | C    | Ramón Sánchez           | 25 maggio 1982 (25 anni)    | 12    | 0    | San Salvador     |
| 15 | D    | Manuel Salazar          | 23 gennaio 1986 (21 anni)   | 7     | 0    | Luís Ángel Firpo |
| 16 | A    | César Larios            | 21 aprile 1988 (19 anni)    | 2     | 0    | FAS              |
| 17 | C    | Dennis Alas             | 10 gennaio 1985 (22 anni)   | 28    | 1    | San Salvador     |
| 18 | D    | Alexander Escobar       | 4 aprile 1984 (23 anni)     | 9     | 0    | Isidro Metapán   |
| 19 | D    | Alfredo Pacheco         | 1º dicembre 1982 (24 anni)  | 34    | 3    | FAS              |
| 20 | C    | Francisco Jovel Álvarez | 24 novembre 1982 (24 anni)  | 1     | 0    | Alianza          |
| 21 | C    | Eliseo Quintanilla      | 5 febbraio 1983 (24 anni)   | 13    | 4    | San Salvador     |
| 22 | P    | Dagoberto Portillo      | 16 novembre 1979 (27 anni)  | 1     | 0    | Alianza          |
| 25 | P    | Miguel Montes           | 12 febbraio 1980 (27 anni)  | 1     | 0    | Chalatenango     |

### Guatemala
Allenatore:  Hernán Darío Gómez
| N. | Pos. | Giocatore                | Data nascita (età)          | Pres. | Reti | Squadra            |
| -- | ---- | ------------------------ | --------------------------- | ----- | ---- | ------------------ |
| 1  | P    | Ricardo Alberto Trigueño | 17 aprile 1980 (27 anni)    |       |      | Marquense          |
| 2  | C    | Leonel Noriega           | 10 maggio 1975 (32 anni)    |       |      | Marquense          |
| 3  | D    | Pablo Sebastián Melgar   | 14 gennaio 1980 (27 anni)   | 55    |      | CD Antofagasta     |
| 4  | D    | Yony Flores              | 16 febbraio 1983 (24 anni)  |       |      | Marquense          |
| 5  | D    | Henry Medina             | 16 marzo 1981 (26 anni)     |       |      | Municipal          |
| 6  | D    | Gustavo Cabrera          | 13 dicembre 1979 (27 anni)  | 50    |      | Comunicaciones     |
| 7  | D    | Claudio Albizuris        | 1º luglio 1981 (25 anni)    |       |      | CSD Municipal      |
| 8  | C    | José Manuel Contreras    | 19 gennaio 1986 (21 anni)   |       |      | Comunicaciones     |
| 9  | A    | Edwin Villatoro          | 18 febbraio 1980 (27 anni)  |       |      | Municipal          |
| 11 | A    | Marvin Ávila             | 6 dicembre 1985 (21 anni)   |       |      | Suchitepequez      |
| 12 | C    | Carlos Figueroa          | 13 marzo 1981 (26 anni)     |       |      | Municipal          |
| 13 | D    | Néstor Martínez          | 13 marzo 1981 (26 anni)     |       |      | Marquense          |
| 14 | C    | Rigoberto Gómez          | 9 gennaio 1977 (30 anni)    |       |      | Comunicaciones     |
| 15 | D    | Luis Swisher             | 2 giugno 1978 (29 anni)     |       |      | Xelajú             |
| 16 | C    | Héctor Saúl de Matta     | 17 aprile 1980 (27 anni)    |       |      | Communicaciones    |
| 17 | A    | Dwight Pezzarossi        | 4 settembre 1979 (27 anni)  | 47    | 10   | Communicaciones    |
| 18 | C    | Carlos Quiñónez          | 20 luglio 1977 (29 anni)    |       |      | Marquense          |
| 19 | C    | Mario Rafael Rodríguez   | 14 settembre 1981 (25 anni) | 38    | 4    | Municipal          |
| 20 | A    | Carlos Ruiz              | 15 settembre 1979 (27 anni) | 68    | 34   | FC Dallas          |
| 22 | P    | Luis Pedro Molina        | 4 giugno 1977 (30 anni)     |       |      | Jalapa             |
| 23 | A    | Hernán Sandoval          | 22 luglio 1983 (23 anni)    |       |      | Communicaciones    |
| 25 | P    | Paulo César Motta        | 29 marzo 1982 (25 anni)     |       |      | Municipal          |
| 27 | A    | Jairo Arreola            | 20 settembre 1985 (21 anni) |       |      | CSD Comunicaciones |

### Trinidad & Tobago
Allenatore:  Wim Rijsbergen
| N. | Pos. | Giocatore            | Data nascita (età)          | Pres. | Reti | Squadra           |
| -- | ---- | -------------------- | --------------------------- | ----- | ---- | ----------------- |
| 1  | P    | Daurance Williams    | 13 maggio 1983 (24 anni)    |       |      | San Juan Jabloteh |
| 2  | C    | Romauld Aguillera    | 7 febbraio 1979 (28 anni)   |       |      | United Petrotrin  |
| 3  | D    | Glenton Wolffe       | 30 dicembre 1981 (25 anni)  |       |      | North East Stars  |
| 4  | D    | Dwayne Jack          | 19 gennaio 1980 (27 anni)   |       |      | San Juan Jabloteh |
| 5  | D    | Keyeno Thomas        | 29 dicembre 1977 (29 anni)  |       |      | Joe Public F.C.   |
| 6  | D    | Thomas Nickcolson    | 21 marzo 1982 (25 anni)     |       |      | W Connection      |
| 7  | D    | Trent Noel           | 14 gennaio 1976 (31 anni)   |       |      | San Juan Jabloteh |
| 8  | C    | Kerry Baptiste       | 1º dicembre 1981 (25 anni)  |       |      | Joe Public F.C.   |
| 9  | A    | Errol McFarlane      | 12 ottobre 1977 (29 anni)   |       |      | Superstar Rangers |
| 11 | A    | Andre Toussaint      | 26 agosto 1981 (25 anni)    |       |      | W Connection      |
| 12 | A    | Gary Glasgow         | 13 maggio 1976 (31 anni)    |       |      | Joe Public F.C.   |
| 13 | C    | Christian Baptiste   | 25 gennaio 1980 (27 anni)   |       |      | Defence Force     |
| 14 | A    | Darryl Roberts       | 26 settembre 1983 (23 anni) |       |      | Sparta Rotterdam  |
| 15 | C    | Andrei Pacheco       | 9 settembre 1984 (22 anni)  |       |      | W Connection      |
| 16 | C    | Silvio Spann         | 21 agosto 1981 (25 anni)    |       |      | W Connection      |
| 17 | D    | Seon Power           | 2 febbraio 1984 (23 anni)   |       |      | Joe Public F.C.   |
| 18 | C    | Densill Theobald     | 27 giugno 1982 (24 anni)    |       |      | Caledonia AIA     |
| 19 | C    | Keon Daniel          | 16 gennaio 1987 (20 anni)   |       |      | United Petrotrin  |
| 20 | D    | Anthony Noreiga      | 15 gennaio 1982 (25 anni)   |       |      | Joe Public F.C.   |
| 21 | P    | Jan Michael Williams | 26 ottobre 1984 (22 anni)   |       |      | W Connection      |
| 22 | P    | Marvin Phillip       | 1º agosto 1984 (22 anni)    |       |      | North East Stars  |
| 23 | A    | Kendall Jagdeosingh  | 30 maggio 1986 (21 anni)    |       |      | North East Stars  |

- Ad eccezione di Densill Theobald, i giocatori che hanno partecipato alla Coppa del Mondo 2006 hanno boicottato in blocco la squadra nazionale per non aver ricevuto i premi stabiliti per la partecipazione al Mondiale.

### Stati Uniti
Allenatore:  Bob Bradley
| N. | Pos. | Giocatore          | Data nascita (età)         | Pres. | Reti | Squadra                  |
| -- | ---- | ------------------ | -------------------------- | ----- | ---- | ------------------------ |
| 1  | P    | Tim Howard         | 6 marzo 1979 (28 anni)     | 18    | 0    | Everton                  |
| 2  | D    | Frankie Hejduk     | 5 agosto 1974 (32 anni)    | 72    | 5    | Columbus Crew            |
| 3  | D    | Carlos Bocanegra   | 25 maggio 1979 (28 anni)   | 44    | 6    | Fulham                   |
| 4  | C    | Pablo Mastroeni    | 26 agosto 1976 (30 anni)   | 52    | 0    | Colorado Rapids          |
| 5  | C    | Benny Feilhaber    | 19 gennaio 1985 (22 anni)  | 2     | 0    | Amburgo                  |
| 6  | C    | Michael Bradley    | 31 luglio 1987 (19 anni)   | 4     | 0    | Heerenveen               |
| 7  | C    | DaMarcus Beasley   | 24 maggio 1982 (25 anni)   | 62    | 12   | PSV                      |
| 8  | C    | Clint Dempsey      | 9 marzo 1983 (24 anni)     | 26    | 6    | Fulham                   |
| 9  | A    | Eddie Johnson      | 31 marzo 1984 (23 anni)    | 24    | 9    | Kansas City Wizards      |
| 10 | A    | Landon Donovan     | 4 marzo 1982 (25 anni)     | 88    | 30   | Los Angeles Galaxy       |
| 11 | A    | Brian Ching        | 24 maggio 1978 (29 anni)   | 21    | 4    | Houston Dynamo           |
| 12 | D    | Jay DeMerit        | 4 dicembre 1979 (27 anni)  | 1     | 0    | Watford                  |
| 13 | D    | Jonathan Bornstein | 7 novembre 1984 (22 anni)  | 2     | 1    | Chivas USA               |
| 14 | C    | Steve Ralston      | 14 giugno 1974 (32 anni)   | 32    | 4    | New England Revolution   |
| 15 | D    | Frankie Simek      | 13 ottobre 1984 (22 anni)  | 1     | 0    | Sheffield Wednesday      |
| 16 | D    | Michael Parkhurst  | 24 gennaio 1984 (23 anni)  | 0     | 0    | New England Revolution   |
| 17 | D    | Jonathan Spector   | 1º marzo 1986 (21 anni)    | 5     | 0    | West Ham United          |
| 18 | P    | Kasey Keller       | 29 novembre 1969 (37 anni) | 87    | 0    | Borussia Mönchengladbach |
| 19 | C    | Ricardo Clark      | 10 febbraio 1983 (24 anni) | 3     | 0    | Houston Dynamo           |
| 20 | A    | Taylor Twellman    | 29 febbraio 1980 (27 anni) | 20    | 5    | New England Revolution   |
| 21 | C    | Justin Mapp        | 18 ottobre 1984 (22 anni)  | 2     | 0    | Chicago Fire             |
| 22 | D    | Oguchi Onyewu      | 13 maggio 1982 (25 anni)   | 18    | 1    | Standard Liegi           |
| 23 | P    | Brad Guzan         | 9 settembre 1984 (22 anni) | 1     | 0    | Chivas USA               |

## Gruppo C

### Cuba
Allenatore:  Raúl González Triana
| N. | Pos. | Giocatore           | Data nascita (età)         | Pres. | Reti | Squadra                |
| -- | ---- | ------------------- | -------------------------- | ----- | ---- | ---------------------- |
| 1  | P    | Odelín Molina       | 3 agosto 1974 (32 anni)    |       |      | FC Villa Clara         |
| 2  | D    | Silvio Miñoso       | 23 dicembre 1976 (30 anni) |       |      | FC Villa Clara         |
| 3  | D    | Yénier Márquez      | 3 gennaio 1979 (28 anni)   |       |      | FC Villa Clara         |
| 4  | D    | Yusnavys Caballeros | 10 dicembre 1983 (23 anni) |       |      | FC Ciudad de La Habana |
| 5  | D    | Jorge Luís Clavelo  |                            |       |      | FC Villa Clara         |
| 6  | C    | Osvaldo Alonso*     |                            |       |      | FC Pinar del Río       |
| 7  | A    | Ariel Martínez      |                            |       |      | FC Sancti Spíritus     |
| 8  | D    | Joel Colomé         |                            |       |      | FC Ciudad de La Habana |
| 9  | A    | Alaín Cervantes     |                            |       |      | FC Ciego de Ávila      |
| 10 | A    | Lester Moré*        |                            |       |      | FC Ciego de Ávila      |
| 11 | C    | Enrique Villarrutia |                            |       |      | FC Cienfuegos          |
| 12 | P    | Dany Luis Quintero  |                            |       |      | FC Cienfuegos          |
| 13 | A    | Adonis Ramos        |                            |       |      | CF Granma              |
| 14 | D    | Jaime Colomé        |                            |       |      | FC Ciudad de La Habana |
| 15 | C    | Gisbel Morales      |                            |       |      | FC Pinar del Río       |
| 16 | D    | Reysander Fernández |                            |       |      | FC Ciego de Ávila      |
| 17 | A    | Pedro Adriani Faife |                            |       |      | FC Villa Clara         |
| 18 | A    | Reyner Alcántara    |                            |       |      | FC Cienfuegos          |
| 19 | D    | Leonel Duarte       |                            |       |      | FC Ciego de Ávila      |
| 21 | P    | Julio Aldama        |                            |       |      | FC Matanzas            |

### Honduras
Allenatore:  Reynaldo Rueda
| N. | Pos. | Giocatore           | Data nascita (età)          | Pres. | Reti | Squadra         |
| -- | ---- | ------------------- | --------------------------- | ----- | ---- | --------------- |
| 1  | P    | Adalid Puerto       | 14 settembre 1979 (27 anni) |       |      | CD Platense     |
| 3  | D    | Maynor Figueroa     | 2 maggio 1983 (24 anni)     |       |      | CD Olimpia      |
| 4  | D    | Samuel Caballero    | 24 dicembre 1974 (32 anni)  |       |      | Changchun Yatai |
| 5  | D    | Érick Vallecillo    | 29 gennaio 1980 (27 anni)   |       |      | Real CD España  |
| 6  | C    | Sergio Mendoza      | 23 maggio 1981 (26 anni)    |       |      | CD Olimpia      |
| 7  | C    | Emil Martínez       | 17 settembre 1982 (24 anni) |       |      | CD Marathón     |
| 8  | C    | Wilson Palacios     | 29 luglio 1984 (22 anni)    |       |      | CD Olimpia      |
| 9  | A    | Carlos Pavón        | 9 ottobre 1973 (33 anni)    |       | 42   | Real CD España  |
| 10 | C    | Julio César de León | 13 settembre 1979 (27 anni) |       |      | Genoa           |
| 11 | A    | Jairo Martínez      | 14 maggio 1978 (29 anni)    |       |      | CD Motagua      |
| 12 | P    | Orlin Vallecillo    | 1º luglio 1983 (23 anni)    |       |      | Real CD España  |
| 13 | A    | Carlos Costly       | 18 luglio 1982 (24 anni)    | 1     | 1    | GKS Belchatów   |
| 14 | D    | Óscar Boniek García | 4 settembre 1984 (22 anni)  |       |      | CD Olimpia      |
| 15 | A    | Wálter Martínez     | 28 luglio 1979 (27 anni)    |       |      | Beijing Guoan   |
| 16 | A    | Carlos Oliva        | 28 luglio 1979 (27 anni)    |       |      | CD Marathón     |
| 17 | D    | Edgar Álvarez       | 8 gennaio 1980 (27 anni)    |       |      | Messina         |
| 18 | C    | Jorge Aaron Claros  | 8 gennaio 1986 (21 anni)    |       |      | CD Motagua      |
| 19 | C    | Mario Rodríguez     | 31 luglio 1975 (31 anni)    |       |      | Real CD España  |
| 20 | C    | Amado Guevara       | 2 maggio 1976 (31 anni)     |       |      | CD Motagua      |
| 21 | D    | Emilio Izaguirre    | 10 maggio 1986 (21 anni)    |       |      | CD Motagua      |
| 22 | P    | Donaldo Morales     | 13 ottobre 1982 (24 anni)   |       |      | CD Motagua      |
| 23 | C    | Iván Guerrero       | 30 novembre 1977 (29 anni)  |       |      | Chicago Fire    |
| 24 | A    | Luis Santamaría     | 22 novembre 1975 (31 anni)  |       |      | CD Marathón     |

### Messico
Allenatore:  Hugo Sánchez
| N. | Pos. | Giocatore                    | Data nascita (età)          | Pres. | Reti | Squadra             |
| -- | ---- | ---------------------------- | --------------------------- | ----- | ---- | ------------------- |
| 1  | P    | Oswaldo Sánchez              | 21 settembre 1973 (33 anni) | 76    | 0    | Santos Laguna       |
| 2  | D    | Jonny Magallón               | 21 novembre 1981 (25 anni)  | 3     | 0    | Guadalajara         |
| 3  | D    | Carlos Salcido               | 4 aprile 1980 (27 anni)     | 37    | 2    | PSV                 |
| 4  | D    | Rafael Márquez               | 13 febbraio 1979 (28 anni)  | 76    | 8    | Barcellona          |
| 5  | D    | Ricardo Osorio               | 30 marzo 1980 (27 anni)     | 46    | 1    | Stoccarda           |
| 6  | C    | Gerardo Torrado              | 30 aprile 1979 (28 anni)    | 64    | 2    | Cruz Azul           |
| 7  | A    | Alberto Medina               | 29 maggio 1983 (24 anni)    | 29    | 2    | Guadalajara         |
| 8  | C    | Pável Pardo                  | 26 luglio 1976 (30 anni)    | 133   | 6    | Stoccarda           |
| 9  | A    | Jared Borgetti               | 14 agosto 1973 (33 anni)    | 80    | 40   | Cruz Azul           |
| 10 | A    | Cuauhtémoc Blanco            | 17 gennaio 1973 (34 anni)   | 88    | 31   | Chicago Fire        |
| 11 | C    | Ramón Morales                | 10 ottobre 1975 (31 anni)   | 48    | 5    | Guadalajara         |
| 12 | P    | José de Jesús Corona         | 26 gennaio 1981 (26 anni)   | 6     | 0    | UAG                 |
| 13 | P    | Guillermo Ochoa              | 13 luglio 1985 (21 anni)    | 4     | 0    | América             |
| 14 | D    | Fausto Pinto                 | 8 agosto 1983 (23 anni)     | 0     | 0    | Pachuca             |
| 15 | D    | José Antonio Castro González | 11 agosto 1980 (26 anni)    | 16    | 0    | América             |
| 16 | C    | Jaime Lozano                 | 29 settembre 1979 (27 anni) | 25    | 11   | UANL                |
| 17 | A    | Francisco Fonseca            | 2 ottobre 1979 (27 anni)    | 36    | 20   | UANL                |
| 18 | C    | José Andrés Guardado         | 28 settembre 1986 (20 anni) | 12    | 1    | Atlas               |
| 19 | A    | Omar Bravo                   | 4 marzo 1980 (27 anni)      | 39    | 10   | Guadalajara         |
| 20 | C    | Fernando Arce                | 24 aprile 1980 (27 anni)    | 12    | 1    | Morelia             |
| 21 | A    | Nery Castillo                | 13 giugno 1984 (22 anni)    | 3     | 1    | Olympiacos          |
| 22 | D    | Francisco Javier Rodríguez   | 20 ottobre 1981 (25 anni)   | 33    | 1    | Guadalajara         |
| 23 | A    | Adolfo Bautista              | 15 maggio 1979 (28 anni)    | 21    | 8    | Jaguares de Chiapas |

### Panama
Allenatore:  Alexandre Guimarães
| N. | Pos. | Giocatore         | Data nascita (età)          | Pres. | Reti | Squadra                |
| -- | ---- | ----------------- | --------------------------- | ----- | ---- | ---------------------- |
| 1  | P    | Jaime Penedo      | 26 settembre 1981 (25 anni) |       |      | Osasuna                |
| 2  | D    | Carlos Rivera     | 30 maggio 1979 (28 anni)    |       |      | Tauro                  |
| 3  | D    | Luis Moreno       | 19 marzo 1981 (26 anni)     |       |      | Tauro                  |
| 4  | C    | Juan Pérez        | 1º gennaio 1980 (27 anni)   |       |      | Tauro                  |
| 5  | D    | Román Torres      | 20 marzo 1986 (21 anni)     |       |      | La Equidad             |
| 6  | C    | Gabriel Gómez     | 29 maggio 1984 (23 anni)    |       |      | Independiente Santa Fe |
| 7  | A    | Blas Pérez        | 13 marzo 1981 (26 anni)     |       |      | Cúcuta Deportivo       |
| 8  | C    | Alberto Blanco    | 8 gennaio 1978 (29 anni)    |       |      | Plaza Amador           |
| 9  | A    | José Luis Garcés  | 6 maggio 1981 (26 anni)     |       |      | Belenenses             |
| 10 | C    | Rolando Escobar   | 24 ottobre 1981 (25 anni)   |       |      | Tauro                  |
| 12 | P    | Oscar McFarlane   | 29 novembre 1980 (26 anni)  |       |      | Tauro                  |
| 13 | A    | Edwin Aguilar     | 7 agosto 1985 (21 anni)     |       |      | Tauro                  |
| 14 | C    | Manuel Torres     | 11 ottobre 8 (1998 anni)    |       |      | San Francisco          |
| 15 | C    | Ricardo Phillips  | 31 gennaio 1975 (32 anni)   |       |      | San Francisco          |
| 17 | C    | Luis Henríquez    | 23 novembre 1981 (25 anni)  |       |      | Tauro                  |
| 19 | A    | Nicolás Muñoz     | 21 dicembre 1981 (25 anni)  |       |      | C.D. Águila            |
| 20 | C    | Engin Mitre       | 16 ottobre 1981 (25 anni)   |       |      | Plaza Amador           |
| 21 | C    | Amilcar Henríquez | 2 agosto 1983 (23 anni)     |       |      | CD Árabe Unido         |
| 22 | C    | Victor Herrera    | 18 aprile 1980 (27 anni)    |       |      | Puerto Rico Islanders  |
| 23 | D    | Felipe Baloy      | 24 febbraio 1981 (26 anni)  |       |      | Monterrey              |
| 25 | P    | José Calderón     | 14 agosto 1985 (21 anni)    |       |      | Chepo                  |
| 26 | D    | Reinaldo Anderson | 12 aprile 1986 (21 anni)    |       |      | CD Árabe Unido         |